# Język wczesno-nowo-wysoko-niemiecki
Język wczesno-nowo-wysoko-niemiecki (niem. Frühneuhochdeutsch, fnhd.) – historyczny etap w rozwoju języka niemieckiego między średniowiecznym średnio-wysoko-niemieckim i dzisiejszym nowo-wysoko-niemieckim. Był używany mniej więcej między 1350 i 1650.
Najbardziej znanym przykładem tej formy języka niemieckiego jest Biblia Lutra z 1545 r. W swoim tłumaczeniu Biblii na język niemiecki Luter połączył różne tradycje pisarskie. Jednak w największym stopniu oparł się na języku kancelarii saskiej i mówionym dialekcie wschodnio-środkowo-niemieckim (Ostmitteldeutsch). Ogromna popularność jego tłumaczenia Biblii przyczyniła się do rozpowszechnienia niektórych słów i form w całych Niemczech, tworząc podwaliny do powstania jednolitego literackiego języka niemieckiego. Ale dopiero dwa wieki później język niemiecki uzyskał jednolitą postać w piśmie, dzięki takim mistrzom słowa jak Lessing, Gottsched, Goethe czy Schiller.
Wczesno-nowo-wysoko-niemiecki wyróżnia się tym, że procesy związane z przejściem średnio-wysoko-niemieckiego w nowo-wysoko-niemiecki były rozpoczęte, ale nie zakończone. Należą do nich tak zwane „wydłużenie w otwartej akcentowanej sylabie”, „monoftongizacja nowo-wysoko-niemiecka” i „dyftongizacja nowo-wysoko-niemiecka”. Zaczynano wtedy wymawiać dwugłoskę < ei > jak [ai], a nie jak w średnio-wysoko-niemieckim [ei], a „sl” przechodziło w „schl” (np. „slafen” w „schlafen“).